# Ифиноя (дочь Прета)
Ифино́я (др.-греч. Ίφινόη) — в греческой мифологии дочь тиринфского царя Прета и Сфенебеи (по другой версии — Антии).

## Мифология
Согласно мифу, Ифиноя родилась в семье царя Тиринфа Прета, у которого, кроме неё, было ещё две дочери — Лисиппа и Ифианасса.
По одной из версий, Ифиноя и её сёстры не принимали участие в обрядах в честь бога Диониса и в результате рассердили его. По другой версии, они обидели богиню Геру, так как осуждали её деревянную статую. Как бы там ни было, но сёстры разгневали небеса и боги лишили их разума. Сойдя с ума, все трое сбежали из дому, скитались по пустыне, как вакханки, отправились в исступлении бродить по горам.  Вели они себя совершенно непредсказуемо и агрессивно, нападали на путников. Помешательство оказалось заразным, оно стало распространяться на других местных женщин. Обеспокоенный царь Прет призвал на помощь прорицателя Мелампода, велел ему изловить дочерей и спасти их от этой напасти. Мелампод должен был преследовать женщин, чтобы обеспечить им лечение. Ифиноя умерла в погоне, но её сёстры, Лисиппа и Ифианасса, были пойманы. Мелампод пригнал их с гор в Сикион, а затем стал очищать, окуная в священный колодец.
В конце концов две оставшихся сестры излечились и восстановили своё остроумие с помощью ритуалов очищения.